# Heinz Macher
Heinz Macher (Chemnitz, 31 december 1919 - Schenefeld-Hamburg, 21 december 2001) was een Duitse officier en SS-Sturmbannführer (majoor). Hij diende als de 2e adjudant van de Reichsführer-SS Heinrich Himmler.
Macher was een van de 631 ontvangers van de Nahkampfspange in goud, een zeer schaarse onderscheiding uit nazi-Duitsland.

## Leven
Heinz Macher werd geboren op 31 december 1919 in Chemnitz. Hij volgde een beroepsopleiding tot zakenman. Op 19-jarige leeftijd meldde hij zich bij de Allgemeine-SS aan. In april 1939 werd hij naar de SS-Verfügungstruppe overgeplaatst. Hierna werd bij de SS-Standarte „Deutschland“ geplaatst.

### Adjudant van Heinrich Himmler
In 1944 werd Macher tot 2e adjudant van de Reichsführer-SS benoemd. In 1945 kreeg Macher het bevel van Himmler om met een groep van 15 SS-specialisten het kasteel Wewelsburg op te blazen, zodat de stichtelijke voorwerpen en belangrijke bestanden niet in de handen van de geallieerden zouden vallen. Het sloopteam arriveerde op 31 maart 1945. Dezelfde dag, nadat Macher de lokale brandweer geïnformeerd had, werd de zuidoostelijke (de minst belangrijke) toren, opgeblazen. Vanwege het gebrek aan explosieven konden ze de rest van het complex niet opblazen. Marcher gaf het bevel aan de brandweer om de brand niet te blussen, zodat de rest van het complex alsnog vernietigd werd. Macher had ook de opdracht gekregen om de kostbaarheden te begraven, inclusief de 9000 SS-Ehrenringen die in een gedenkplaats gehouden werden ter nagedachtenis aan de gesneuvelde SS'ers. Deze kostbaarheden zijn nooit meer teruggevonden.

### Einde van de oorlog
Gedurende de laatste dagen van de Tweede Wereldoorlog reisden Himmler, Grothmann en Macher van Lübeck naar Flensburg. Daar bood Himmler zijn diensten als plaatsvervangend bevelhebber aan aan de Flensburgregering, die door Karl Dönitz werd geleid. Dönitz wees zijn aanbod om voorstellen voor vredesonderhandelingen met de geallieerden te beginnen herhaaldelijk af.
Ontslagen uit al zijn functies en ongewenst door zijn voormalige collega's, probeerde Himmler onder te duiken om zo maar niet gearresteerd te worden. Hij gebruikte een loonboekje onder de naam van een sergeant Heinrich Hitzinger van de Geheime Feldpolizei. Dit was een vergissing, aangezien leden van deze organisatie door de geallieerden gezocht werden. Macher en Grothmann waren gekleed als soldaten. Macher, Himmler en Grothmann werden gestopt bij een checkpoint, dat opgezet was door voormalige Sovjet-krijgsgevangenen, en op 21 mei werden ze aangehouden. De drie mannen werden op 23 mei naar de barakken van de geallieerden in Lüneburg gebracht. Tijdens een routineverhoor op het hoofdkantoor van het Britse Tweede Leger gaf Himmler toe wie hij was, waarop dokter Wells een medisch onderzoek begon. Wells probeerde de mondholte van Himmler te inspecteren, maar Himmler trok zijn hoofd weg en beet een cyanidecapsule door die in een kies was verborgen. Na de zelfmoord van Himmler, werden Macher en Grothmann gearresteerd.
In april 1966 zocht Macher nog één keer de publiciteit, en verscheen met zijn voormalige SS-officieren op de begrafenis van Josef Dietrich, en etaleerden de onderscheidingen van de voormalig SS-leider. Macher overleed op 21 december 2001 in Schenefeld, Pinneberg.

## Militaire carrière
- SS-Sturmbannführer: april 1945
- SS-Hauptsturmführer: 1 november 1944[8]
- SS-Obersturmführer: 21 april 1943[9]
- SS-Untersturmführer: 20 april 1941
- SS-Unterscharführer: 20 april 1940[4]
- SS-Mann: 1938

## Lidmaatschapsnummers
- NSDAP-nr.:
- SS-nr.:

## Onderscheidingen
- Ridderkruis met Eikenloof (nr.554) op 19 augustus 1944 als SS-Obersturmführer en Chef van de 16.(Pi.)/SS-Panzergrenadier-Regiment 3 "Deutschland"[10]
- Ridderkruis (nr.1693) op 3 april 1943 als SS-Untersturmführer en leider van de 16.(Pi.)/SS-Panzergrenadier-Regiment "Deutschland"[10]
- IJzeren Kruis 1939, 1e Klasse (25 maart 1942) en 2e Klasse (24 september 1941)[10]
- Nahkampfspange
  - Goud op 18 oktober 1944[4][2][10]
  - Zilver[4]
  - Brons op 12 april 1943[4][10]
- Duitse Kruis in goud op 7 augustus 1944 als SS-Obersturmführer in de 16.(Pi.)/SS-Panzergrenadier-Regiment 3 "Deutschland"[4][2]
- Gewondeninsigne 1939 in goud[10]
- Sonderabzeichen für das Niederkämpfen von Panzerkampfwagen durch Einzelkämpfer, zilveren badge[4][10]
- Erebladgesp[4]